# Challenger de Bratislava 2024
El torneo Slovak Open 2024 fue un torneo de tenis perteneció al ATP Challenger Tour 2024 en la categoría Challenger 125. Se trató de la 26ª edición; el torneo tuvo lugar en la ciudad de Bratislava (Eslovaquia), desde el 28 de octubre hasta el 3 de noviembre de 2024 sobre pista dura bajo techo.

## Jugadores participantes del cuadro de individuales
| Preclasificado | País                            | Jugador             | Rank1 | Posición en el torneo |
| 1              | Bandera vacío                   | Roman Safiullin     | 60    | CAMPEÓN               |
| 2              | Bandera de Canadá               | Gabriel Diallo      | 87    | Cuartos de final      |
| 3              | Bandera de Hungría              | Márton Fucsovics    | 88    | Primera ronda         |
| 4              | Bandera del Reino Unido         | Jacob Fearnley      | 92    | Cuartos de final      |
| 5              | Bandera de Italia               | Luca Nardi          | 100   | Primera ronda         |
| 6              | Bandera de Bosnia y Herzegovina | Damir Džumhur       | 104   | Primera ronda         |
| 7              | Bandera de Suiza                | Alexander Ritschard | 108   | Primera ronda         |
| 8              | Bandera de Kazajistán           | Mikhail Kukushkin   | 111   | Segunda ronda         |

- 1 Se ha tomado en cuenta el ranking del 21 de octubre de 2024.

### Otros participantes
Los siguientes jugadores recibieron una invitación (wild card), por lo tanto ingresan directamente al cuadro principal (WC):
- Lukáš Pokorný
- Hynek Bartoň
- Stan Wawrinka

Los siguientes jugadores ingresan al cuadro principal tras disputar el cuadro clasificatorio (Q):
- Raphaël Collignon
- Alibek Kachmazov
- Miloš Karol
- Hamad Medjedovic
- Emilio Nava
- Zsombor Piros

## Campeones

### Individual Masculino
- Roman Safiullin derrotó en la final a  Raphaël Collignon por 6–3, 6–4

### Dobles Masculino
- Nicolás Barrientos /  Julian Cash derrotaron en la final a  André Göransson /  Sem Verbeek por 6–3, 6–4